# Florensac
Florensac (okcitansko Floreçac) je naselje in občina v južnem francoskem departmaju Hérault regije Languedoc-Roussillon. Leta 2008 je naselje imelo 4.731 prebivalcev.

## Geografija
Naselje leži v pokrajini Languedoc 45 km jugozahodno od Montpelliera.

## Uprava
Florensac je sedež istoimenskega kantona, v katerega so poleg njegove vključene še občine Castelnau-de-Guers, Pinet in Pomérols z 9.307 prebivalci.
Kanton Florensac je sestavni del okrožja Béziers.

## Zanimivosti
- cerkev sv. Janeza Krstnika,
- dvorec château de Vulliod.